# Kraftwerk 2
Kraftwerk 2 es el segundo álbum de la banda alemana de música electrónica Kraftwerk, editado en 1972.
El disco fue escrito y grabado en su totalidad por Ralf Hütter y Florian Schneider durante el otoño de 1971, con la asistencia del productor Conny Plank tras los controles, en el hamburgués Star Musik Studio, Plank ya había trabajado con Kraftwerk en el álbum debut homónimo.
La música fue interpretada básicamente con instrumentos típicos del rock progresivo (guitarra, bajo, violín, flauta), más ciertos dispositivos como la manipulación de cintas magnetofónicas, suerte de primitivo looping, con muy escasa presencia de sintetizadores (analógicos en todo caso), y una primitiva caja de ritmos en reemplazo de la batería: un equipamiento muy propio de fines de los años 60, marcando al álbum con una impronta más cercana al krautrock y al rock experimental o incluso como no, al rock espacial, que a la música electrónica propiamente dicha, la cual desarrollarían a futuro.
La portada del álbum presenta una continuidad estética con el disco anterior (inclusive en la etiqueta de Philips), sólo que en este caso, el rojo fue sustituido por el verde, y se le agregó el Nº "2".

## Lista de canciones
Todas las canciones fueron escritas por Ralf Hütter y Florian Schneider

| Lado A |                           |              |          |  |
| N.º    | Título                    | Escritor(es) | Duración |  |
| 1.     | «Kling-Klang» (Ding-Dong) |              | 17:36    |  |
| 2.     | «Atem» (Respiro)          |              | 2:57     |  |

| Lado B |                                  |              |          |  |
| N.º    | Título                           | Escritor(es) | Duración |  |
| 3.     | «Strom» (Corriente)              |              | 3:52     |  |
| 4.     | «Spule 4» (Bocina 4)             |              | 5:07     |  |
| 5.     | «Wellenlänge» (Longitud de Onda) |              | 9:40     |  |
| 6.     | «Harmonika» (Armónica)           |              | 3:17     |  |

## Personal
- Ralf Hütter – órgano, piano eléctrico, bajo, caja de ritmos, xilofón, armónica
- Florian Schneider – flauta, violín, guitarra, efectos, xilofón
- Conny Plank – ingeniero de sonido